# Rejon szyrokiwski
Rejon szyrokiwski – jednostka administracyjna wchodząca w skład obwodu dniepropetrowskiego Ukrainy.
Rejon utworzony w 1923, ma powierzchnię 1210 km² i liczy około 30 tysięcy mieszkańców. Siedzibą władz rejonu jest Szyroke.
Na terenie rejonu znajdują się 2 osiedlowe rady i 9 silskich rad, obejmujących w sumie 66 miejscowości.